# La Page blanche (film)
Pour les articles homonymes, voir La Page blanche.
 (août 2022).
Si vous disposez d'ouvrages ou d'articles de référence ou si vous connaissez des sites web de qualité traitant du thème abordé ici, merci de compléter l'article en donnant les références utiles à sa vérifiabilité et en les liant à la section « Notes et références ».
Pour plus de détails, voir Fiche technique et Distribution.
La Page blanche est une comédie romantique française réalisée par Murielle Magellan, sortie en 2022.

## Synopsis
Eloïse est assise sur un banc public parisien. Mais qui est-elle ? Que veut-elle ? Aucune réponse car cette jeune femme souffre d'amnésie. Elle décide alors de partir en quête de réponses à toutes ses questions pour découvrir qui elle est. Finalement, c'est peut-être pour répondre à cette question qu'elle est devenue amnésique.

## Fiche technique
Sauf indication contraire, les informations mentionnées dans cette section peuvent être confirmées par la base de données cinématographiques IMDb,  présente dans la section « Liens externes ».
- Titre original : La Page blanche
- Réalisation : Murielle Magellan
- Assistante réalisatrice : Michèle Hauteville
- Scénario : Murielle Magellan, d'après la bande dessinée homonyme de Pénélope Bagieu et Boulet, éditions Delcourt), Paris, 18 janvier 2012, 176 p.,  (ISBN 978-27560-2672-5).
- Musique : Cyrille Wambergue
- Directrice musicales : Astrid Gomez-Montoya et Rebecca Delannet
- Décors : Astrid Tonnelier
- Costumes : Mélanie Gautier
- Photographie : Laurent Brunet
- Montage : Christine Lucas Navarro
- Production : Reginald de Guillebon et Marion Delord
  - Production déléguée : David Giordano
- Sociétés de production : Folimage, Partners in Crime et SND
- Société de distribution : SND (France)
- Pays de production :  France
- Langue originale : français
- Format : couleur — 2,35:1
- Genre : comédie dramatique
- Durée : 100 minutes
- Dates de sortie :
  - France : 24 août 2022 (Festival du film francophone d'Angoulême)[1] ; 31 août 2022 (sortie nationale)

## Distribution
Sauf indication contraire, les informations mentionnées dans cette section peuvent être confirmées par la base de données cinématographiques Allociné,  présente dans la section « Liens externes ».
- Sara Giraudeau : Éloïse Leroy
- Pierre Deladonchamps : Moby Dick
- Grégoire Ludig : Fred, le supérieur et amant d'Éloïse
- Sarah Suco : Sonia
- Lola Dubini : Chloé
- Djanis Bouzyani : Vincent
- Stéphane Guillon : William Delfino
- Thomas Chabrol : le médecin
- Saadia Bentaïeb : Mathilde Leroy, la mère d'Éloïse
- Denis Mpunga : Jean Marie Leroy, le beau-père d'Éloïse
- Stéphane Guillon : Le père d'Éloïse
- Doully : Olivia
- Mathilde Wambergue : la doctoresse

## Accueil

### Critique
En France, le site Allociné propose une moyenne de 3,4⁄5, après avoir recensé 19 critiques de presse.

### Box-office
Pour son premier jour d'exploitation en France, le long-métrage réalise 9 260 entrées (dont 2 448 en avant-première), pour 261 copies, atteignant la quatrième place du box-office des nouveautés, derrière Avec amour et acharnement (15 072) et devant le documentaire The princess (5 662). Au bout d'une première semaine d'exploitation, le film réalise 56 502 entrées pour une neuvième place au box-office, derrière Avec amour et acharnement (73 581) et devant Beast (55 595).
| Pays ou région | Box-office      | Date d'arrêt du box-office | Nombre de semaines |
| -------------- | --------------- | -------------------------- | ------------------ |
| France         | 114 786 entrées | 4 octobre 2022             | 5                  |
| Total mondial  | - $             | -                          | -                  |

## Distinction

### Sélection
- Festival du film francophone d'Angoulême 2022 : en compétition[1]